# غاري أ. ويغنر
غاري أ. ويغنر (بالإنجليزية: Gary A. Wegner)‏ هو عالم فلك أمريكي، ولد في 26 ديسمبر 1944.